# Warta (rivier)
De Warta is een zijrivier van de Oder in het westen van Polen. De rivier heeft een lengte van 808 km en is daarmee de op twee na langste rivier van het land. Het stroomgebied heeft een oppervlakte van 54.529 km2. De Warta ontspringt bij Zawiercie in de Poolse Jura (Wyżyna Krakowsko-Częstochowska).
De Warta is via haar zijrivier de Noteć en het Bydgoszcz-kanaal sinds 1775 verbonden met de Weichsel.
Belangrijke plaatsen aan de Warta zijn Poznań, Gorzów Wielkopolski (monding van de Noteć) en Kostrzyn (monding in de Oder). Bij de monding in de Oder heeft de Warta een langere weg afgelegd dan de Oder zelf tot dat punt. De aangevoerde hoeveelheid water is echter veel geringer: het stroomgebied van de Warta is arm aan neerslag.
Het moerasgebied bij de monding van de Warta, dat ooit bekendstond als de Warthebruch, heeft de status van nationaal park. Dit Nationaal Park Wartamonding (Park Narodowy Ujście Warty) sluit aan op de grotendeels ontgonnen Oderbruch langs de Oder.
In de Warta bevindt zich voorbij Sieradz het op een na grootste stuwmeer van Polen, het 3100 ha grote Jeziorskomeer.
- Gemeinsame Normdatei: 4064663-4
- Library of Congress Control Number: n80075280
- Nationale Bibliotheek van Tsjechië: ge160482
- Nationale Bibliotheek van Israël: 987007550195505171
- Virtual International Authority File: 139552782